# Mont Iwakura
Le mont Iwakura (岩倉山, Iwakura-yama) est une montagne culminant à 488 m d'altitude à Takarazuka dans la préfecture de Hyōgo au Japon.
Le mont Iwakura, qui fait partie du parc national de Setonaikai, est un des sommets de la crête orientale des monts Rokkō.